# Hapalogenys sennin
Hapalogenys sennin is een straalvinnige vissensoort uit de familie van grombaarzen (Hapalogenyidae). De wetenschappelijke naam van de soort is voor het eerst geldig gepubliceerd in 2005 door Iwatsuki & Nakabo.